# Prarthana Thombare
Prarthana G. Thombare (* 18. Juni 1994) ist eine indische Tennisspielerin.

## Karriere
Thombare spielt vorwiegend auf Turnieren der ITF Women’s World Tennis Tour, bei der sie drei Titel im Einzel und 29 im Doppel gewinnen konnte.
Bei den Asienspielen 2014 gewann sie an der Seite von Sania Mirza die Bronzemedaille. Ein Doppel mit Mirza sollte sie auch bei den Olympischen Sommerspielen 2016 in Rio de Janeiro bilden.
Seit 2014 spielt sie für die indische Fed-Cup-Mannschaft. Von ihren 21 Partien konnte sie 13 gewinnen, davon sieben im Einzel und sechs im Doppel.

## Turniersiege

### Einzel
| Nr. | Datum             | Turnier   | Kategorie   | Belag     | Finalgegnerin   | Ergebnis        |
| --- | ----------------- | --------- | ----------- | --------- | --------------- | --------------- |
| 1.  | 16. November 2013 | Mumbai    | ITF $15.000 | Hartplatz | Hsu Ching-wen   | 6:3, 6:710, 6:4 |
| 2.  | 12. April 2014    | Chennai   | ITF $10.000 | Sand      | Eetee Maheta    | 4:6, 6:3, 7:65  |
| 3.  | 10. Mai 2014      | Hyderabad | ITF $10.000 | Hartplatz | Rishika Sunkara | 6:74, 6:4, 6:3  |

### Doppel
| Nr. | Datum              | Turnier             | Kategorie    | Belag             | Partnerin                  | Finalgegnerinnen                           | Ergebnis          |
| --- | ------------------ | ------------------- | ------------ | ----------------- | -------------------------- | ------------------------------------------ | ----------------- |
| 1.  | 22. März 2013      | Hyderabad           | ITF $10.000  | Hartplatz         | Natasha Palha              | Sharmada Balu Sowjanya Bavisetti           | 6:1, 6:4          |
| 2.  | 19. April 2013     | Chennai             | ITF $10.000  | Hartplatz         | Natasha Palha              | Rushmi Chakravarthi Ankita Raina           | 5:7, 6:3; [10:6]  |
| 3.  | 19. August 2013    | Neu-Delhi           | ITF $10.000  | Hartplatz         | Akari Inoue                | Matilda Hamlin Shweta Rana                 | 6:1, 6:4          |
| 4.  | 22. September 2013 | Scharm asch-Schaich | ITF $10.000  | Hartplatz         | Julija Waletowa            | Viktoriya Bogoslovskaya Evgeniya Svintsova | 6:1, 6:4          |
| 5.  | 6. Januar 2014     | Aurangabad          | ITF $10.000  | Sand              | Ankita Raina               | Shweta Rana Rishika Sunkara                | 6:3, 6:3          |
| 6.  | 29. März 2014      | Scharm asch-Schaich | ITF $10.000  | Hartplatz         | Jewgenija Paschkowa        | Laura Deigman Emily Webley-Smith           | 6:2, 6:4          |
| 7.  | 4. August 2014     | Bangalore           | ITF $10.000  | Hartplatz         | Sharrmadaa Baluu           | Hsu Ching-wen Natasha Palha                | 6:4, 0:6, [10:6]  |
| 8.  | 14. März 2015      | Scharm asch-Schaich | ITF $10.000  | Hartplatz         | Jekaterina Jaschina        | Vera Lapko Anhelina Kalita                 | 6:4, 5:7, [10:6]  |
| 9.  | 4. April 2015      | Dehra Dun           | ITF $10.000  | Hartplatz         | Nungnadda Wannasuk         | Prerna Bhambri Rishika Sunkara             | 6:0, 6:4          |
| 10. | 30. Mai 2015       | Balikpapan          | ITF $25.000  | Hartplatz         | Harriet Dart               | Nicha Lertpitaksinchai Nudnida Luangnam    | 6:4, 4:6, [18:16] |
| 11. | 14. Juni 2015      | Scharm asch-Schaich | ITF $10.000  | Hartplatz         | Olga Parres Azcoitia       | Jenny Claffey Inês Murta                   | 6:4, 6:2          |
| 12. | 22. Juni 2015      | Scharm asch-Schaich | ITF $10.000  | Hartplatz         | Eva Wacanno                | Ola Abou Zekry Eleni Kordolaimi            | 6:4, 7:65         |
| 13. | 20. September 2015 | Hyderabad           | ITF $10.000  | Sand              | Sharrmadaa Baluu           | Nidhi Chilumula Rishika Sunkara            | 2:6, 6:3, [12:10] |
| 14. | 24. Oktober 2015   | Lucknow             | ITF $10.000  | Rasen             | Prerna Bhambri             | Sharrmadaa Baluu Nidhi Chilumula           | 6:3, 4:6, [10:7]  |
| 15. | 31. Oktober 2015   | Raipur              | ITF $10.000  | Hartplatz         | Sharrmadaa Baluu           | Prerna Bhambri Rishika Sunkara             | 6:3, 6:74, [10:8] |
| 16. | 18. Dezember 2015  | Lagos               | ITF $25.000  | Hartplatz         | Dschulija Tersijska        | Tadeja Majerič Conny Perrin                | 4:6, 6:3, [10:8]  |
| 17. | 12. März 2016      | Puebla              | ITF $25.000  | Hartplatz (Halle) | Akiko Ōmae                 | Irina Chromatschowa Xenija Lykina          | 6:3, 6:3          |
| 18. | 19. Juni 2016      | Montpellier         | ITF $25.000  | Sand              | Eva Wacanno                | Lourdes Domínguez Lino Jil Teichmann       | 7:5, 2:6, [11:9]  |
| 19. | 21. Oktober 2016   | Lagos               | ITF $25.000  | Hartplatz         | Valentini Grammatikopoulou | Kyra Shroff Dhruthi Tatachar Venugopal     | 6:73, 6:3, [11:9] |
| 20. | 16. Juni 2017      | Hódmezővásárhely    | ITF $50.000  | Sand              | Kotomi Takahata            | Ulrikke Eikeri Tereza Mrdeža               | 1:0, Aufgabe      |
| 21. | 17. Juni 2018      | Manchester          | ITF $100.000 | Rasen             | Luksika Kumkhum            | Naomi Broady Asia Muhammad                 | 7:65, 6:3         |
| 22. | 11. Februar 2022   | Grenoble            | ITF W60      | Hartplatz (Halle) | Yuriko Miyazaki            | Alicia Barnett Olivia Nicholls             | 6:3, 6:3          |
| 23. | 26. Juni 2022      | Prokuplje           | ITF W25      | Sand              | Schibek Qulambajewa        | Leyre Romero Gormaz Tara Würth             | kampflos          |
| 24. | 17. Dezember 2022  | Solapur             | ITF W25      | Hartplatz         | Ankita Raina               | Priska Madelyn Nugroho Jekaterina Jaschina | 6:1, 6:2          |
| 25. | 28. Januar 2023    | Pune                | ITF W40      | Hartplatz         | Ankita Raina               | Gösäl Ainitdinowa Schibek Qulambajewa      | 4:6, 7:5, [10:8]  |
| 26. | 5. August 2023     | Barcelona           | ITF W60      | Hartplatz         | Anastassija Tichonowa      | Estelle Cascino Diāna Marcinkēviča         | 3:6, 6:1, [10:7]  |
| 27. | 5. April 2024      | Split               | ITF W75      | Sand              | Valentini Grammatikopoulou | Veronika Erjavec Justina Mikulskytė        | 6:4, 6:1          |
| 28. | 20. April 2024     | Shenzhen            | ITF W50      | Hartplatz         | Arianne Hartono            | Madeleine Brooks Eudice Chong              | 6:3, 6:2          |
| 29. | 20. Juli 2024      | Porto               | ITF W75      | Hartplatz         | Arianne Hartono            | Anna Rogers Kateryna Wolodko               | 6:3, 6:4          |